# Переш (Кошице)
Переш (словац. Pereš) — міська частина, громада округу Кошиці II, Кошицький край. Кадастрова площа громади — 1.33 км².
Населення 2087 осіб (станом на 31 грудня 2020 року).

## Історія
Переш згадується 1937 року.